# Concoret
Concoret (bretonisch Konkored) ist eine französische Gemeinde mit 765 Einwohnern (Stand 1. Januar 2022) im Département Morbihan in der Region Bretagne. Sie gehört zum Arrondissement Pontivy und zum Kanton Ploërmel.

## Geografie

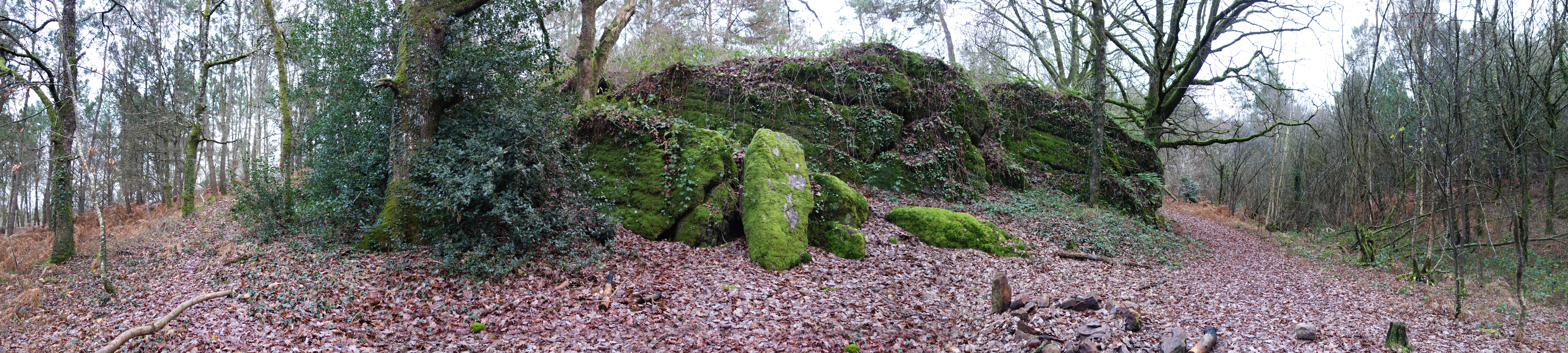
Le Rocher du «Pas de la Chèvre»

Die Gemeinde liegt am Nordwestrand des 9.000 ha großen Forêt de Paimpont, dem Rest des sagenhaften Brocéliande, etwa 20 Kilometer nordöstlich von Ploërmel und rund 40 Kilometer westlich von Rennes. An der östlichen Gemeindegrenze verläuft das Flüsschen Comper, das dort den See Étang de Comper bildet, an dessen Ufer das Schloss Comper liegt. Im Norden, Osten und Süden grenzt das Gemeindegebiet von Concoret an das Département Ille-et-Vilaine.
Pas de la Chèvre (dt. Pass der Ziege) ist eine druidische Kultstätte zwischen Concoret und Paimpont. Sie befindet sich südlich der Dörfer Haligan und Vau Bossard.

## Bevölkerungsentwicklung
| Jahr      | 1962 | 1968 | 1975 | 1982 | 1990 | 1999 | 2008 | 2019 |
| Einwohner | 614  | 683  | 731  | 668  | 626  | 645  | 777  | 737  |

## Sehenswürdigkeiten
- Eiche von Guillotin (ca. 600 Jahre alt)
- Schloss Comper, Monument historique[1]